# Colaxes cibagou
Espèce
Colaxes cibagou est une espèce d'araignées aranéomorphes de la famille des Salticidae.

## Distribution
Cette espèce est endémique du Tibet en Chine,. Elle se rencontre dans le xian de Zayü.

## Description
Le mâle holotype mesure 3,66 mm et la femelle paratype 4,51 mm.

## Systématique et taxinomie
Cette espèce a été décrite par Wang, Mi et Li en 2024.

## Étymologie
Son nom d'espèce lui a été donné en référence au lieu de sa découverte, la réserve naturelle nationale de Cibagou.

## Publication originale
- Wang, Mi & Li, 2024 : « Eleven species of jumping spiders from Sichuan, Xizang, and Yunnan, China (Araneae, Salticidae). » ZooKeys, vol. 1192, p. 141-178 (texte intégral).